# Heathcliff i Marmaduke
Heathcliff i Marmaduke (ang. Heatcliff and Marmaduke) – serial animowany produkcji amerykańskiej z 1981 roku. Serial emitowany na kanale Boomerang w języku polskim. Zawiera 39 odcinków. W skład jednego odcinka wchodzą 4 epizody, w tym 3 z Marmadukiem, i jeden z Heathcliffem.
Oprócz serii Heathcliff i Marmaduke powstały jeszcze:
- Heathcliff i Dingbat (1980-1981),
- Łebski Harry (1984-1987).

## Wersja polska
Opracowanie i udźwiękowienie wersji polskiej: Studio Sonica

Reżyseria: Jerzy Dominik

Dialogi:
- Marcin Wyrwał (odc. 1-2, 8-9),
- Krystyna Wachelko (odc. 3),
- Anna Radomska (odc. 4),
- Dariusz Dunowski (odc. 5-7, 10-12)

Dźwięk i montaż: Jerzy Januszewski

Organizacja produkcji: Elżbieta Kręciejewska

Udział wzięli:
- Mieczysław Morański – Heathcliff
- Cezary Kwieciński –
  - Iggy,
  - Mechaniczny kot
- Jarosław Boberek – Muggsy
- Jan Janga-Tomaszewski – Spike
- Włodzimierz Bednarski – Kapitan Broda – Duch
- Andrzej Gawroński
- Jacek Kawalec
- Krystyna Kozanecka
- Ryszard Olesiński
- Krzysztof Królak
- Joanna Jabłczyńska
- Andrzej Arciszewski
- Marek Frąckowiak
- Grzegorz Hardej
- Leopold Matuszczak
- Anna Apostolakis
- Jacek Bursztynowicz
- Zbigniew Suszyński
- Dariusz Błażejewski
- Jan Kulczycki
- Artur Kaczmarski
- Tomasz Bednarek
- Wojciech Paszkowski
- Paweł Sanakiewicz
- Tomasz Marzecki
- Dariusz Odija

i inni
Tekst piosenki: Marek Robaczewski

Śpiewał: Mieczysław Morański

Kierownictwo muzyczne: Marek Krejzler

## Spis odcinków
| Nr          | Polski tytuł                | Kreskówka  | Angielski tytuł               |
| ----------- | --------------------------- | ---------- | ----------------------------- |
|             |                             |            |                               |
| SERIA DRUGA |                             |            |                               |
|             |                             |            |                               |
| 01          | Marmaduke na aut            | Marmaduke  | Home Run Rover                |
| 01          | Wygłodniały aligator        | Heathcliff | Gator Go Round                |
| 01          | Wielka draka na placu zabaw | Marmaduke  | Play Grounded                 |
|             |                             |            |                               |
| 02          | Kość niezgody               | Marmaduke  | Bone To Pick With Marmaduke   |
| 02          | Misja specjalna             | Heathcliff | A Briefcase Of Cloak & Dagger |
| 02          | Prezent od krasnoluda       | Marmaduke  | Leapin Leprechaun             |
|             |                             |            |                               |
| 03          | Psikus na dokładkę          | Marmaduke  | Tricky Treat                  |
| 03          | Kłopotliwa mysz             | Heathcliff | Of Mice And Menace            |
| 03          | Rozróba na plaży            | Marmaduke  | Beach Braw                    |
|             |                             |            |                               |
| 04          | Kosmiczna podróż            | Marmaduke  | Sfuttle Off To Buffalo        |
| 04          | Zwariowany dzień            | Heathcliff | Crazy Daze                    |
| 04          | Przecudna Missy             | Marmaduke  | Missy Miseque                 |
|             |                             |            |                               |
| 05          | Marmaduke w studiu filmowym | Marmaduke  | Marmaduke Of The Movies       |
| 05          | Bliskie spotkanie           | Heathcliff | A Close Encounter             |
| 05          | Podmiejski kowboj           | Marmaduke  | Suburban Cowboy               |
| 05          | Duch fajtłapa               | Marmaduke  | Ghostly Goofup                |
|             |                             |            |                               |
| 06          | Opiekun kociaków            | Marmaduke  | Kitty Sitter                  |
| 06          | Nowy Kociak                 | Heathcliff | A New Kit On The Block        |
| 06          | Kłopoty opiekuna            | Marmaduke  | Baby Sitting Shenanigans      |
| 06          | Psi arystokrata             | Marmaduke  | Barking For Dollars           |
|             |                             |            |                               |
| 07          | Podwójne kłopoty            | Marmaduke  | Double Trouble Maker          |
| 07          | Mechaniczny kot             | Heathcliff | Cat Kit                       |
| 07          | Psi detektyw                | Marmaduke  | Caper Cracker                 |
|             |                             |            |                               |
| 08          | Weteran czy weterynarz      | Marmaduke  | Fret Vet                      |
| 08          | Gnaj, Heatcliff, gnaj       | Heathcliff | Mush, Heathcliff, Mush        |
| 08          | Psi policjant               | Marmaduke  | Police Pooch                  |
|             |                             |            |                               |
| 09          | Super Psiak                 | Marmaduke  | Wondermutt                    |
| 09          | Łapać skrytołapce           | Heathcliff | Caught Cat Napping            |
| 09          | Trzy życzenia               | Marmaduke  | Wish Bones                    |
|             |                             |            |                               |
| 10          | Strażnik                    | Marmaduke  | Seagoing Watchdog             |
| 10          | Morska wycieczka            | Heathcliff | Dud Boat                      |
| 10          | Przeminęło z budą           | Marmaduke  | Gone With The Whim            |
|             |                             |            |                               |
| 11          | Lemoniadowy chłopak         | Marmaduke  | The Lemonade Kid              |
| 11          | Ofiary nauki                | Heathcliff | Clonen Around                 |
| 11          | Dzień w szkole              | Marmaduke  | School Daze                   |
|             |                             |            |                               |
| 12          | Gorączka złota              | Marmaduke  | Gold Fever Fracas             |
| 12          | Kot i pirat                 | Heathcliff | Tabby And The Pirate          |
| 12          | Camping                     | Marmaduke  | Bearly Camping                |
|             |                             |            |                               |